# Helictopleurus nigricans
Helictopleurus nigricans là một loài bọ cánh cứng trong họ Bọ hung (Scarabaeidae).